# Капитолина и Еротиида Каппадокийские
Капитолина и Еротии́да Каппадокийские (? — 304 год) — раннехристианские святые и мученики, пострадавшие в начале IV столетия во время гонения на христиан римского императора Диоклетиана (284—305).
Святая Капитолина родилась в богатой и знатной семье, жившей в Кесарии Каппадокийской, что и святой Фирмилиан. Глубоко веруя в Христа, все своё имущество раздала нищим, а рабов отпустила на свободу. Узнав, что она христианка, язычники её схватили и заключили в темницу. Бесстрашно предстала она перед наместником Зиликинфом, который по приказу императора Диоклетиана преследовал христиан. Чтобы избежать публичных пыток столь знатной женщины, как Капитолина, наместник предложил ей отречься от веры в Христа, но она сказала, что для её семьи нет большей чести, чем воспитывать мучеников, проповедников веры и наставников в божественной премудрости, таких как Фирмилиан. Тогда святую Капитолину заключили в темницу, а на следующий день за отказ принести жертву идолам она была усечена мечом.
Её служанка Еротиида за то, что заступаясь за госпожу, бросила в правителя камнем и ударила его по лицу, была немедленно схвачена и подвергнута бичеванию, но по милости Божией осталась невредима. Затем была обезглавлена мечом.
Память — 9 ноября (27 октября (старый стиль).